# Desheila Bastienne
Desheila Bastienne ist eine seychellische Politikerin der Seychelles National Party (SNP) und später der Linyon Demokratik Seselwa (LDS), die unter anderem Mitglied der Nationalversammlung ist.

## Leben
Desheila Bastienne besuchte sie die St. Paul’s Girls and Boys Primary School, die Victoria Junior Secondary School, die Senior Secondary School sowie die Seychelles Polytechnic School. Anschließend begann sie ihre berufliche Laufbahn als Vertretungslehrerin für das Bildungsministerium und arbeitete später als Rezeptionistin für den Auberge Club Des Seychelles und Auberge Louis X11 sowie als Supervisorin bei der Seychelles Credit Union. Sie absolvierte Fortbildungen bei der Barclays Bank und beim Guy Morel Institute Seychelles, welches nach dem ersten Gouverneur der Banque centrale des Seychelles Guy Morel benannt ist. Sie engagierte sich zunächst für die oppositionelle Nationalpartei SNP (Seychelles National Party) und später für die oppositionelle Demokratische Allianz/Union der Seychellen LDS (Linyon Demokratik Seselwa) und wurde 2017 der LDS-Women’s Association, eine Plattform, die Frauen in der Gesellschaft stärkt und unterstützt.
Bei der Parlamentswahl am 20. /22. Oktober 2020 wurde Desheila Bastienne für die LDS im Wahlkreis „Perseverance“ zum Mitglied der Nationalversammlung gewählt und gehört dieser seither an. In der aktuellen Legislaturperiode (2020 bis 2025) ist sie Mitglied des Ausschusses für Regierungszusicherungen (Committee on Government Assurances) und zugleich Mitglied des Parlamentsausschusses für Frauen (Women’s Parliamentary Caucus).

## Weblink
- Hon. Desheila Bastienne. In: Homepage der Nationalversammlung. Abgerufen am 16. Dezember 2024 (englisch).